# Le deuxième souffle
Le deuxième souffle ist ein französischer Kriminalfilm von Alain Corneau aus dem Jahr 2007. Er beruht auf dem Roman Un reglement de comptes von José Giovanni, der bereits 1966 unter dem Titel Der zweite Atem verfilmt worden war.

## Handlung
Paris in den 1960er-Jahren: Gustave Minda, genannt Gu, gelingt nach zehn Jahren Haft die Flucht aus dem Gefängnis. Kurz nachdem seine Freundin, die Nachtclubbesitzerin Manouche, davon erfahren hat, wird ihre Bar von drei Schlägern des Nachtclubbesitzers Jo Ricci gestürmt. Sie eröffnen das Feuer und töten dabei Manouches Bekannten Jacques. Kommissar Blot ist bei der Vernehmung jedoch wenig erstaunt, dass keiner der Anwesenden nähere Angaben zum Täter machen kann, so schweigt nicht nur Manouche, sondern auch ihr Vertrauter Alban, der als Kellner arbeitet. Zwei der drei Verbrecher suchen wenig später Manouche auf und bedrohen sie. Es ist Gu, der ihr zu Hilfe eilt und die beiden Männer überwältigen kann. Nachdem sie Jo als Auftraggeber genannt haben, fährt Gu sie zu Jos Villa und tötet sie unterwegs. Blot ahnt, dass Gu hinter dem Verbrechen steckt, tötete er doch vor 15 Jahren einen Mann auf gleiche Weise.
Gu hat erkannt, dass die Welt des Verbrechens eine andere als vor zehn Jahren ist. Er will aus Frankreich verschwinden und sich in Italien niederlassen. Manouche organisiert seine Flucht über Marseille, wo ihr Bruder Théo Gu falsche Papiere besorgen und auch die Überfahrt nach Italien durchführen wird. Der dritte von Jos Bande stirbt unterdessen an Schussverletzungen, die ihm Alban zugefügt hatte. Dies stellt die Bande um Jos Bruder Venture vor ein Problem, sollte er doch Teil eines geplanten großen Coups sein, der unweit von Marseille stattfinden soll. Venture wendet sich an den Gauner Orloff, der jedoch als Einzelgänger bekannt ist. Er verspricht, sich innerhalb einer Woche für oder gegen den Coup zu entscheiden. Orloff ist auch derjenige, der über Théo neue Papiere für Gu besorgen soll. Er lässt Gu über Théo anfragen, ob er Interesse an einer größeren Millionensumme habe. Gu, der pleite ist und auch kein Geld von Manouche annehmen will, stimmt zu. Orloff bürgt für ihn, um Venture und vor allem seine Mitstreiter Pascal und den ungestümen Antoine zu überzeugen. Der Überfall auf den Goldtransporter, bei dem Gu planmäßig einen von zwei Polizisten erschießen muss, gelingt. Die Beute wird gerecht geteilt. Blot wiederum bleibt Gu auf den Fersen, weil der beim Coup die gleiche Waffe wie bei der Tötung der beiden Handlanger Jos benutzt hat. Er erkennt, dass Gu entweder nichts zu verlieren hat oder extrem selbstsicher ist. Dennoch kann er Gu kurz darauf verhaften: Er hat eine fiktive Bande zusammengestellt, die Gu in die Mangel nimmt, da der Coup eigentlich mit einer anderen Gruppe zusammen geplant war, die Beute also ursprünglich durch zwei gehen sollte. Gu verspricht, dass Venture dies nie bewusst gemacht habe – er hat den Namen eines Mittäters verraten. Blot erscheint und eröffnet Gu, dass das gesamte Gespräch aufgezeichnet wurde. Venture wird verhaftet und vom grobschlächtigen Kommissar Fardiano gefoltert. Gleichzeitig lässt Fardiano verbreiten, dass Gu immer mehr Mitglieder der Bande verrät. Gu verletzt sich selbst und wird in ein Krankenhaus eingeliefert, wo ihm mithilfe von zwei anderen Häftlingen die Flucht gelingt. Orloff wiederum muss sich Jo gegenüber für Gu verantworten: Er verspricht ihn zu töten, sollte er Venture tatsächlich verraten haben.
Gu will seine Ehre wiederherstellen und Venture aus dem Gefängnis holen. Er kidnappt Fardiano und zwingt ihn, ihn schriftlich nicht nur von der Schuld des Verrats freizusprechen, sondern in einem Brief an den Justizminister auch seine Verhörmethoden und die erzwungenen Geständnisse per Folter zu gestehen. Danach erschießt er ihn. Orloff wiederum organisiert ein Treffen mit Jo, Pascal und Antoine, bei dem er ihnen die Geständnisse Fardianos übergeben will. Gu schlägt Orloff nieder und geht an seiner Stelle. Nachdem alle drei eingewilligt haben, ihm angesichts des Geständnisses Fardianos zu glauben, bringt Gu alle drei Männer um. Er wird dabei von Antoine in die Beine geschossen und kann nicht mehr fliehen. Er erwartet die Polizei unter der Leitung von Blot und stirbt kurz darauf im Kugelhagel. Sein letztes Wort lautet „Manouche“. Blot nimmt Fardianos Geständnis an sich und lässt es außerhalb des Hauses fallen. Er macht einen Journalisten darauf aufmerksam, dass dieser etwas „verloren“ habe, und der Journalist nimmt das Heft an sich. Blot schickt Manouche, die zum Ort des Geschehens geeilt ist, weg. Sie geht zu Orloff, der in einem Wagen auf sie wartet. Sie wird mit ihm ein neues Leben beginnen.

## Produktion
Le deuxième souffle wurde in Paris und Marseille gedreht. Die Kostüme schuf Corinne Jorry, die Filmbauten stammen von Thierry Flamand. Das Budget belief sich auf rund 23,6 Millionen Euro.
Der Film erlebte am 8. September 2007 auf dem Toronto International Film Festival seine Premiere. Am 24. Oktober 2007 lief er in den französischen Kinos an, wo er von 363.324 Besuchern gesehen wurde. In Deutschland wurde er bisher (Stand Dezember 2013) nicht gezeigt. Im Jahr 2008 erschien der Film in Frankreich auf DVD.

## Auszeichnungen
Auf dem Festival internazionale del film di Roma wurde Alain Corneau 2007 für einen Marc’Aurelio d’Oro nominiert.
Der Film erhielt 2008 drei César-Nominierungen: In den Kategorien Beste Kamera (Yves Angelo), Bestes Szenenbild (Thierry Flamand) und Beste Kostüme (Corinne Jorry). Bruno Coulais erhielt 2008 eine Nominierung für einen Étoile d’Or für die beste Filmmusik.